# 海蘭茲 (新澤西州)
海蘭茲（英語：Highlands）是位於美國新澤西州蒙茅斯縣的自治市鎮。

## 人口
根據2020年美國人口普查的數據，海蘭茲的面積為3.59平方千米，當中陸地面積為1.92平方千米，而水域面積為1.67平方千米。當地共有人口4621人，而人口密度為每平方千米1,287人。